# Корнеј Чуковски
Корнеј Иванович Чуковски (рус. Корне́й Ива́нович Чуко́вский, право име Николај Васиљевич Корнејчуков; Санкт Петербург, 31. март 1882 - Москва, 28. октобар 1969) био је руски песник, писац, књижевни критичар, есејиста, преводилац и књижевни историчар.
Чуковски је отац писаца Николаја и Лидије. Он је био међу најпопуларнијим дечјим песницима. Његове песме „Доктор Јојболи“ (Доктор Аиболит, 1925), „Крокодил“ (Крокодил, 1916/17), „Мојдодир“ (Моидодыр, 1925), „Телефон“ и друге биле су популарне за читање код многих генерација деце руског говорног подручја.
1905. године издавао је сатирички лист „Сигнал“; од 1912. у Куоколи (Финска) окупљао је сликаре и писце; од 1916. је био на челу издања за децу „Једро“. Објавио је низ популарних књига језично иновативних песама с урбаним мотивима. Преводио је с енглеског (Волт Витман, Марк Твен, Радјард Киплинг), а од руских писаца највише писао о Н. А. Њекрасову.

## Живот
Рођен је у Санкт Петербургу, као ванбрачни син Екатерине Осиповне Корнејчукове, сељанке из Полтаве, и Емануила Соломоновича Левинсона, човека из богате јеврејске породице, чији је унук био математичар Владимир Рохлин. Левинсонова породица није дозволила брак са Корнејчуковом и пар се на крају растао. Корнејчукова се преселила у Одесу са Николајем и његовим братом. Левинсон их је неко време финансијски подржавао, до његовог брака са другом женом. Николај је ишао у гимназију у Одеси, где је један од његових другара био Владимир Жаботински. Касније, Николај је избачен из гимназије због свог “ниског порекла”. Морао је да добије своју средњошколску и универзитетску диплому кореспонденцијом.
Након што је научио енглески, 1903-1905. је радио као дописник лондонског листа за одеске новине, иако је највећи део свог времена проводио у британској библиотеци уместо у галерији за новинаре у Скупштини. По повратку у Русију, Корнеј је почео да преводи енглеска дела, пре свега Витмана, и објавио неколико анализа савремених европских аутора, које су га довеле у везу с водећим личностима руске књижевности и обезбедиле пријатељство с Александром Блоком.
Његов утицај на руско књижевно друштво 1890их овековечен је сатиричним стиховима Саше Черњија, укључујући и Корнеја Белинског (као илузију на чувеног критичара Белинског). Касније је објавио неколико запажених књижевних наслова, укључујући „Од Чехова до наших дана“ (1908), „Критичке приче“ (1911) и „Лица и маске“ (1914). Такође је објављивао и сатирични магазин „Сигнал“ (1905-1906) и био ухапшен због “вређања владајуће куће”, али је ослобођен након шест месеци затвора.
Тридесетих година 20. века Чуковски је интензивно радио на теорији књижевног превођења ("Уметност превођења" 1936. поново је објављена пре избијања рата, 1941, под насловом "Висока уметност") и на самом преводу на руски језик (М. Tвена, О. Вајлда, Р. Киплинга и других, укључујући у облику „препричавања“ за децу).
Током рата евакуисан је у Ташкент. Најмлађи син Борис умро је на фронту.
Шездесетих година Чуковски је осмислио  препричавање Библије за децу. За овај пројект привукао је писце и књижевнике и пажљиво уређивао њихова дела. Сам пројекат био је врло тежак због антирелигијског положаја совјетске владе. Књигу под називом Бабилонска кула и друге древне легенде објавила је издавачка кућа "Дјечија књижевност" 1968. године. Међутим, власти су уништиле читав тираж.
Посљедњих година Чуковски је био популаран; лауреат низа државних награда и носитељ ордена. У дачи у Переделкину, у којој је посљедњих година непрестано живио, договарао је састанке са околном децом, разговарао с њима, читао поезију, на састанке је позивао познате људе, познате пилоте, уметнике, писце и песнике.
Корнеј Чуковски умро је 28. октобра 1969. од вирусног хепатитиса. На дачи у Переделкину, у којој је писац проживио већи дио свог живота, сада ради његов музеј.

## Избор из дела

### Дела из области критике
- Од Чехова до данас (1908)
- Критике (1911)
- Лица и маске (1914)
- Футуристи (1921)
- Александар Блок као човјек и пјесник
- Ахматова и Мајаковски
- Мајсторство Некрасова (1951)

### Дечја књижевност
- Крокодил (1917)
- Бубашваба Мојдодир (1923)
- Муха-Цокотуха (1924)
- Пометња (1924)
- Мојдодир (1925)
- Телефон и Бармрелеј (1926)
- Доктор Јојболи (1929)
- Украдено сунце (1934)
- Страшни Попац и храбри Врабац

У животу Чуковског, почетком 1930-их, појавио се још један хоби - проучавање дечје психе и начина на који владају говором. Своја запажања о деци, њиховом вербалном стваралаштву забељежио је у књизи Од два до пет (1933).
Почиње писати мемоаре, на којима је радио до краја свог живота. Дневници 1901-1969 објављени су постхумно.

## Признања и награде
- Године 1962. постао је почасни доктор Оксфордског универзитета у Енглеској.
- У Русији је добио Лењинову награду за истраживачки рад о Некрасову.[1]